# Only Yazoo - The Best of Yazoo
Only Yazoo - The Best of es el primer compilado del dueto inglés de música electrónica Yazoo. Fue lanzado en 1999, dieciséis años después de la separación del dúo.

Only Yazoo - The Best of extrajo 3 sencillos: Only You (1999 mix), Don't Go '99 y Situation '99.

## Lista de temas

### CD: Mute / CD Mutel 6 ( UK )
| Only Yazoo - The Best of Yazoo |                                        |                           |          |  |
| N.º                            | Título                                 | Escritor(es)              | Duración |  |
| 1.                             | «Only You»                             | Vince Clarke              | 3:12     |  |
| 2.                             | «Ode to Boy»                           | Alison Moyet              | 3:38     |  |
| 3.                             | «Nobody's Diary»                       | Alison Moyet              | 4:31     |  |
| 4.                             | «Midnight»                             | Alison Moyet              | 4:20     |  |
| 5.                             | «Goodbye 70's»                         | Alison Moyet              | 2:33     |  |
| 6.                             | «Anyone»                               | Alison Moyet              | 3:25     |  |
| 7.                             | «Don't Go»                             | Vince Clarke              | 3:06     |  |
| 8.                             | «Mr. Blue»                             | Vince Clarke              | 3:26     |  |
| 9.                             | «Tuesday»                              | Vince Clarke              | 3:19     |  |
| 10.                            | «Winter Kills»                         | Alison Moyet              | 4:03     |  |
| 11.                            | «State Farm»                           | Alison Moyet/Vince Clarke | 3:35     |  |
| 12.                            | «Situation» (U.S. 12" Mix)             | Alison Moyet/Vince Clarke | 5:46     |  |
| 13.                            | «Don't Go» (Tee's Freeze Mix)          | Vince Clarke              | 6:12     |  |
| 14.                            | «Situation» (Club 69 Future Phunk Mix) | Alison Moyet/Vince Clarke | 8:48     |  |
| 15.                            | «Only You» (1999 Version)              | Vince Clarke              | 2:53     |  |

## Posicionamiento
Only Yazoo - The Best of llegó al número 22 en el Reino Unido.